# 바레인 여자 축구 국가대표팀
바레인 여자 축구 국가대표팀은 바레인을 대표하는 여자 축구 국가대표팀으로 바레인 축구 협회에서 관리한다. 걸프 협력 회의 가입국들 중 최초로 결성된 여자 축구 국가대표팀으로 2005년 서아시아 여자 축구 선수권 대회에서 요르단과의 비공식 국제 경기에서 0 - 9로 패했고 바레인이 처음으로 가진 공식 A매치는 2007년 몰디브와의 경기로 7 - 0으로 승리했으며 아직 FIFA 여자 월드컵이나 AFC 여자 아시안컵, 아시안 게임 본선 경험은 전무하다.

## 국제 대회 경력

### 서아시아 여자 축구 선수권 대회
2007년을 제외한 모든 대회에 참가하여 2005년에는 4위, 2010년부터 2014년까지는 3위를 기록했고 자국에서 열린 2019년 대회에서는 준우승을 기록하며 모든 국제 대회를 통틀어 가장 좋은 성적을 거두었다.

## 기타 국제 대회 경력
2015년 아프로디테 컵에 초청받아 키프로스, 몰타를 상대로 1무 1패를 기록한 뒤 7위 결정전에서는 레바논을 3 - 1로 꺾고 최종 7위에 올랐으며 홈에서 열린 2010년 아라비아컵에서는 A조에서 3전 전승으로 4강에 올라 최종 3위를 기록하였다.

## 성적

### FIFA 여자 월드컵
- 2007년 ~ 2011년: 불참
- 2015년 ~ 2019년: 진출 실패

### AFC 여자 아시안컵
- 2008년 ~ 2010년: 불참
- 2014년 ~ 2018년: 진출 실패

### 서아시아 여자 축구 선수권 대회
- 2005년: 4위
- 2007년: 불참
- 2010년 ~ 2014년: 3위
- 2019년: 준우승

### 아라비아 컵
- 2010년: 3위

## 같이 보기
- 바레인 축구 국가대표팀